# Leopárdcápa
A leopárdcápa (Triakis semifasciata) a kékcápaalakúak (Carcharhiniformes) rendjébe, és a nyestcápafélék (Triakidae) családjába tartozó faj.

## Elterjedése
A Csendes-óceán keleti medencéjének partmenti vizeiben honos. Öblök, homokos tengerpartok, folyótorkolatok lakója.

## Megjelenése
Átlagos testhossza 120-150 centiméter, de kivételes esetben elérheti a 210 centiméteres nagyságot is. Különleges mintázatú bőrük eltér a cápák szokásos szürke bőrétől.
|  |  |

## Életmódja
Rácáfolva a nevére meglehetősen békés ragadozó. Elsősorban polipokra, rákokra, kagylókra, csigákra és kisebb halakra vadászik, emberre nem támad, sőt elkerülni őket, mivel a legádázabb ellenségei a nagyobb cápafajták mellett, a halászok. A nőstény különösen aktív. A hím tartózkodóbb és szeszélyesebb. Nincs szüksége állandó úszásra az életben maradáshoz, ezért időnként a tenger fenekén pihen.

## Képek a fajról

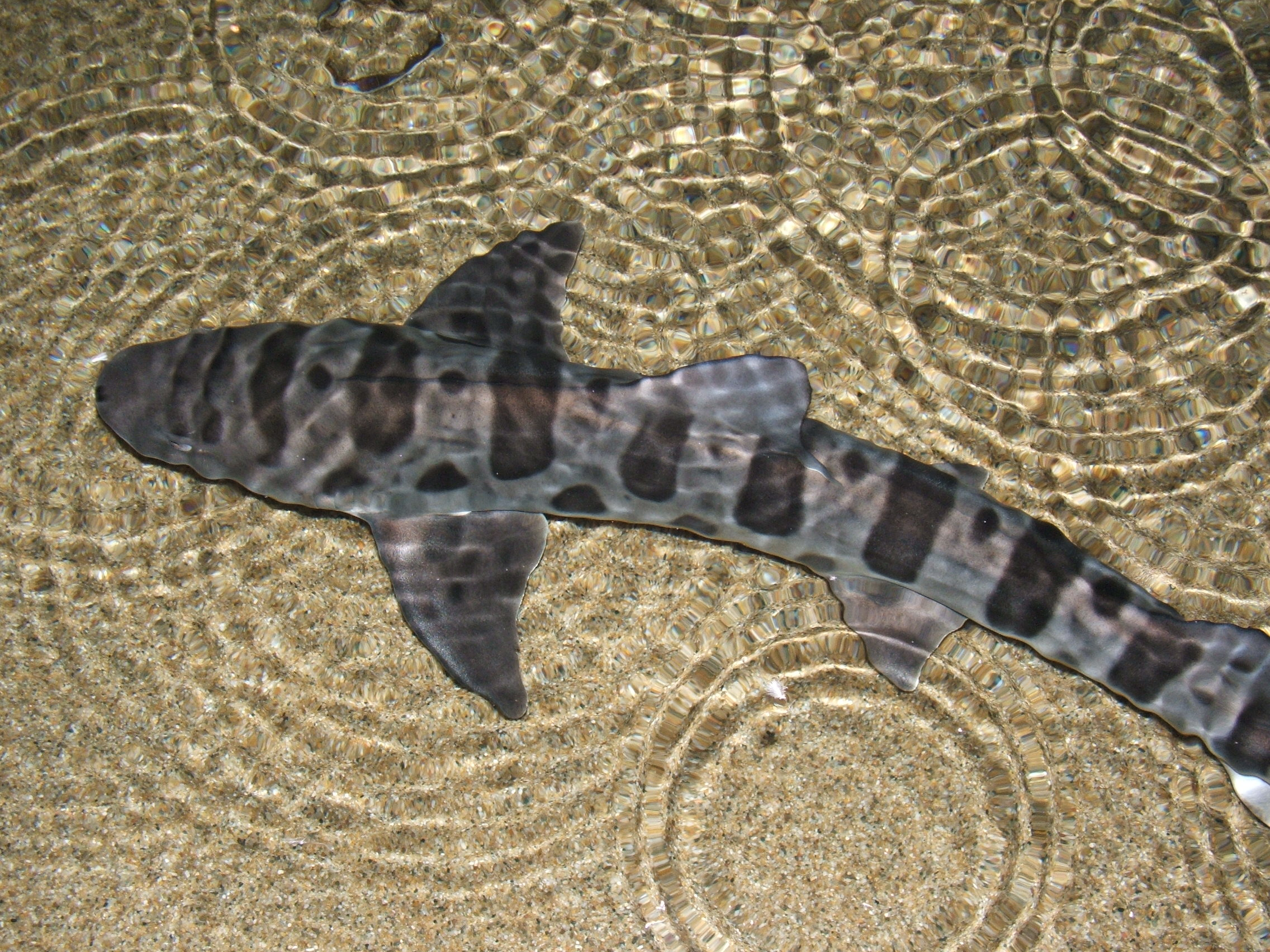
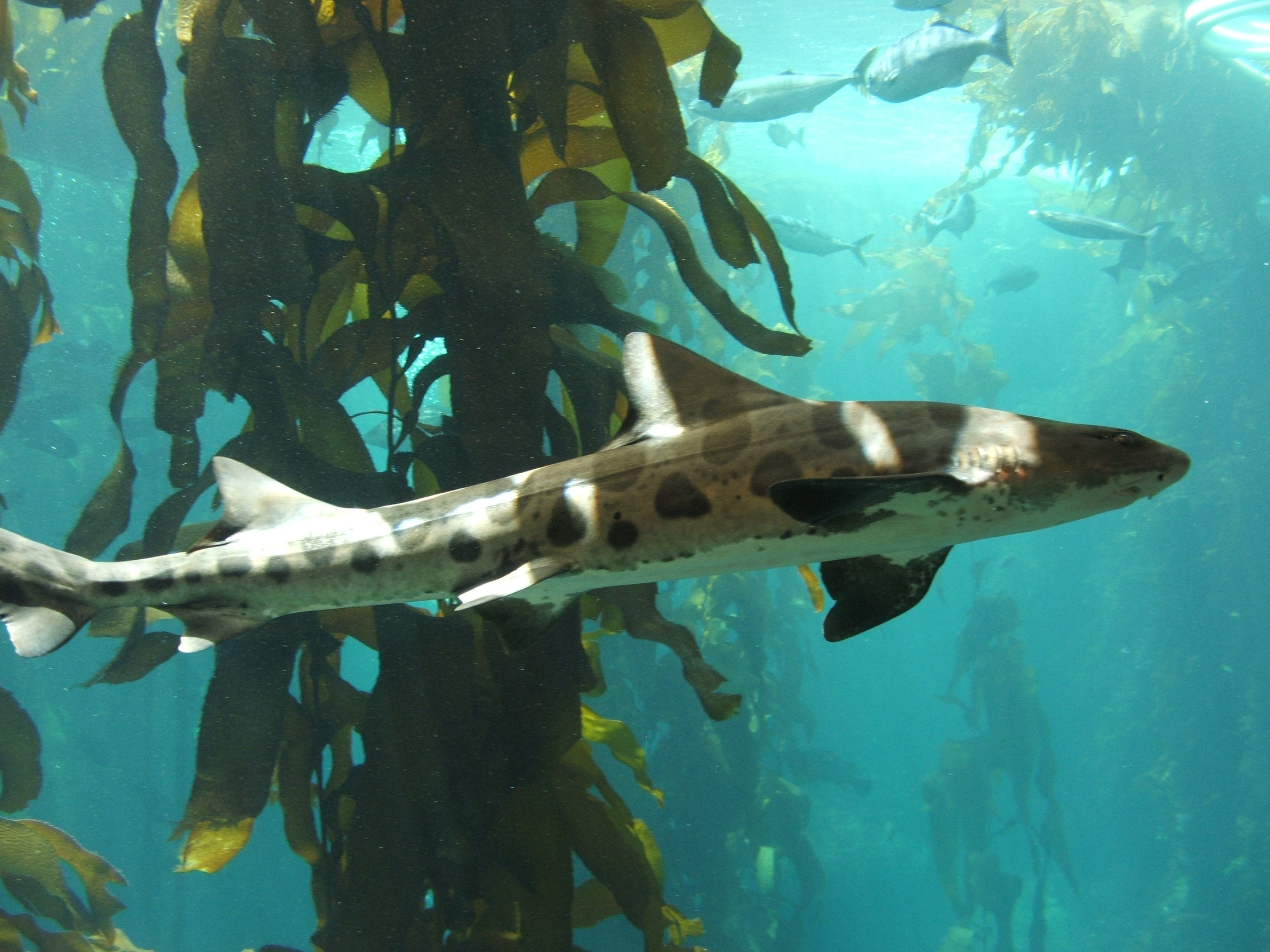
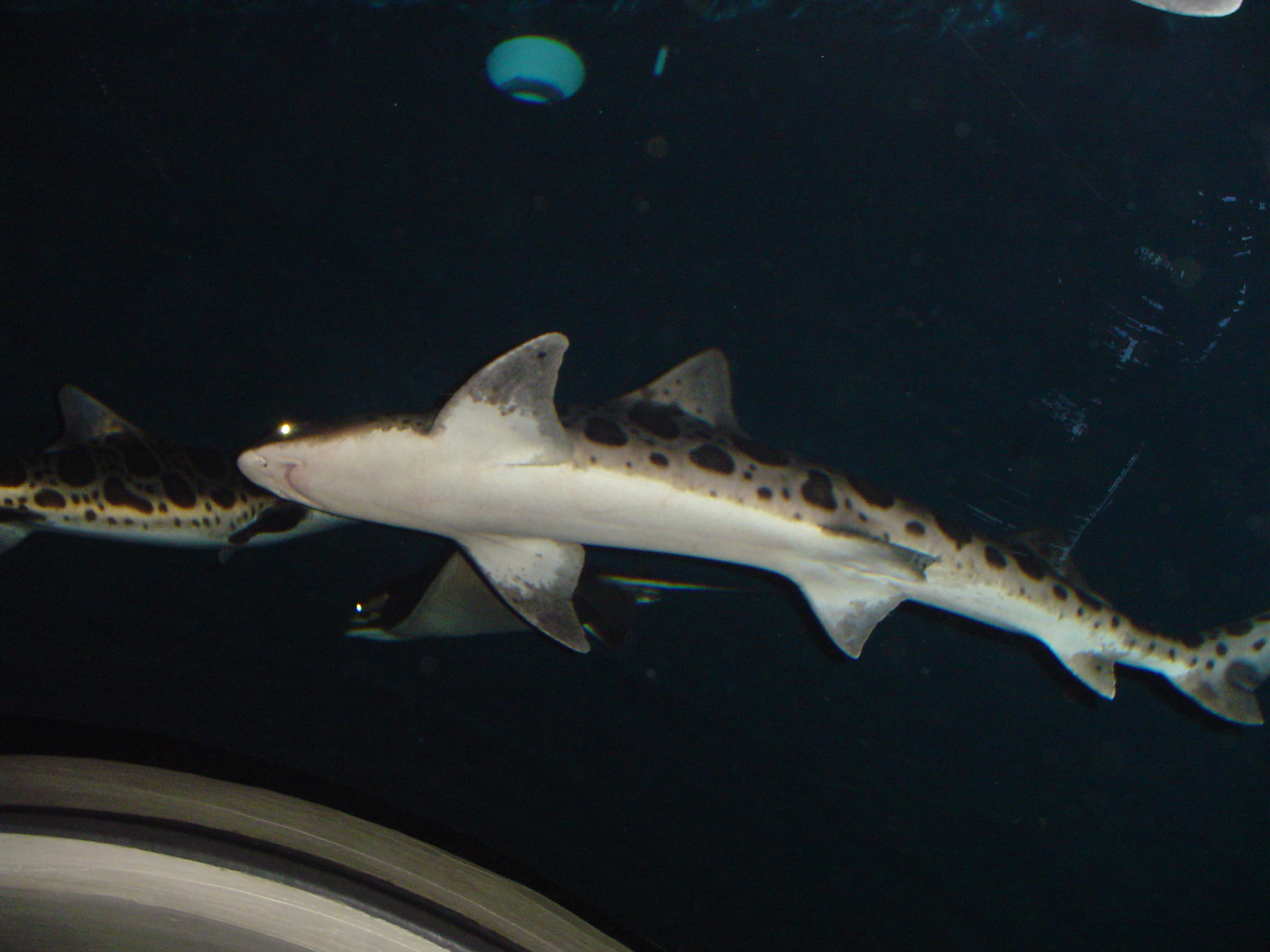

## Szaporodása
Elevenszülő, rendszerint áprilisban és májusban hozza világra, 4-29 darab, 20 centiméteres nagyságú ivadékát.